# Tram van Granada
De tram van Granada (officieel: Metropolitano de Granada) vormt de ruggengraat van het OV in de Spaanse stad Granada.  Het normaalsporige net met semimetro-kenmerken heeft een lengte van 15,9 kilometer en wordt door Avanza Grupo geëxploiteerd.

## Geschiedenis
De aanleg van de eerste lijn begon in 2007 en liep voorspoedig tot in 2011. Door een gebrek aan geld, waren er in 2012 en 2014 extra investeringsronden nodig om verder te gaan met de aanleg. Uiteindelijk ging lijn 1 van start op 21 september 2017.

## Kenmerken
Het netwerk bestaat uit (begin 2024) 1 lijn, die ook lijn 1 heet. Het semimetrokarakter van lijn 1 uit zich verder in het feit dat lijn 17% ondergronds rijdt en drie tunnelstations kent.
Het grootste deel van de tramlijn is uitgerust met een enkeldraads 750V gelijkspanning bovenleiding, maar er zijn plaatsen waar er geen bovenleiding is en de trams hun batterijen gebruiken.
Dankzij de hoger dan eerder geplande passagiersaantallen wordt er sinds 2021 gedacht aan drie uitbreidingen, waarvan een in het centrum zodat er in de toekomst drie lijnen kunnen rijden. Voor lijn 1 zijn er 15 lagevloertrams van het type Urbos in gebruik; in 2022 werden er 8 bijbesteld.

## Galerij

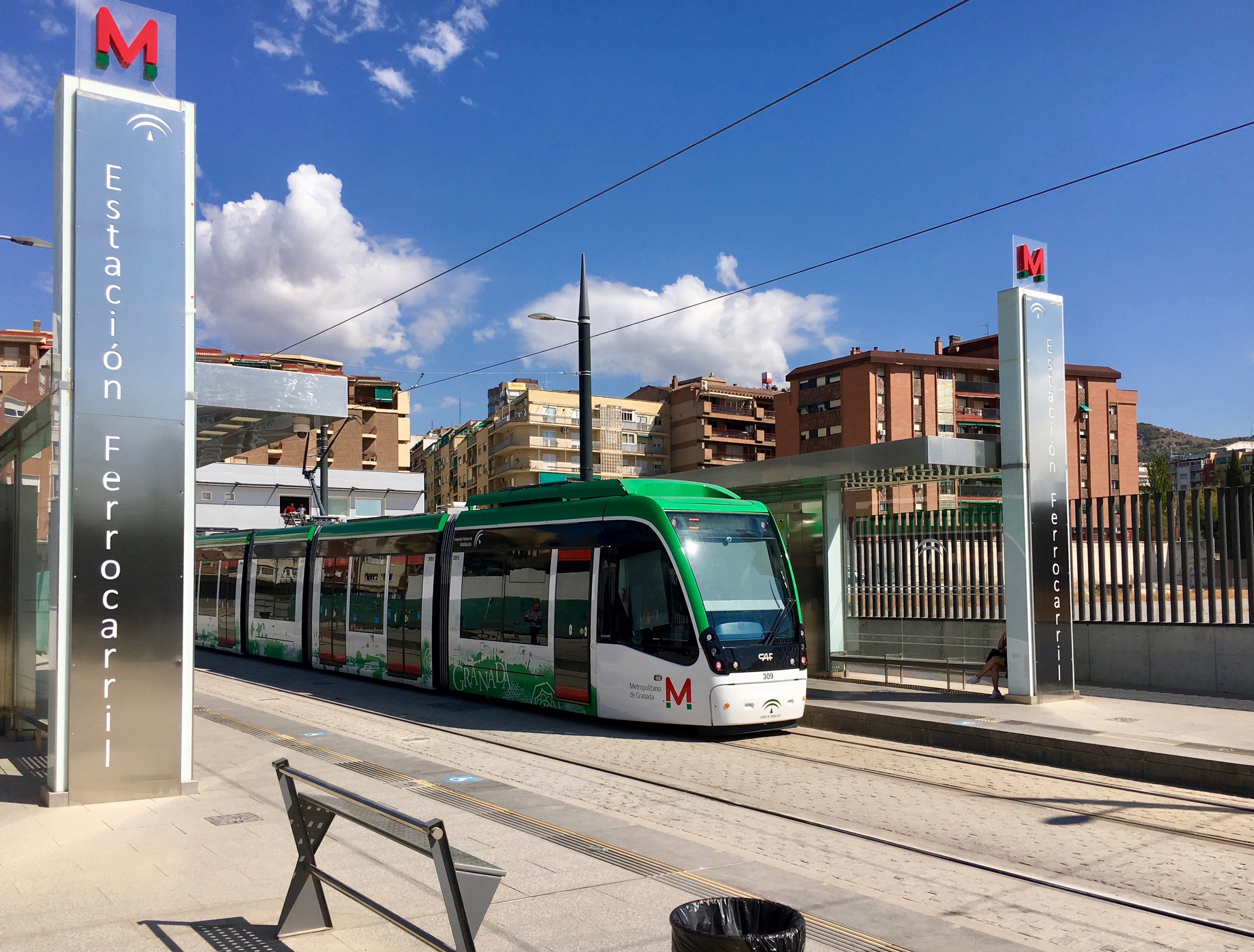
Halte bij het station
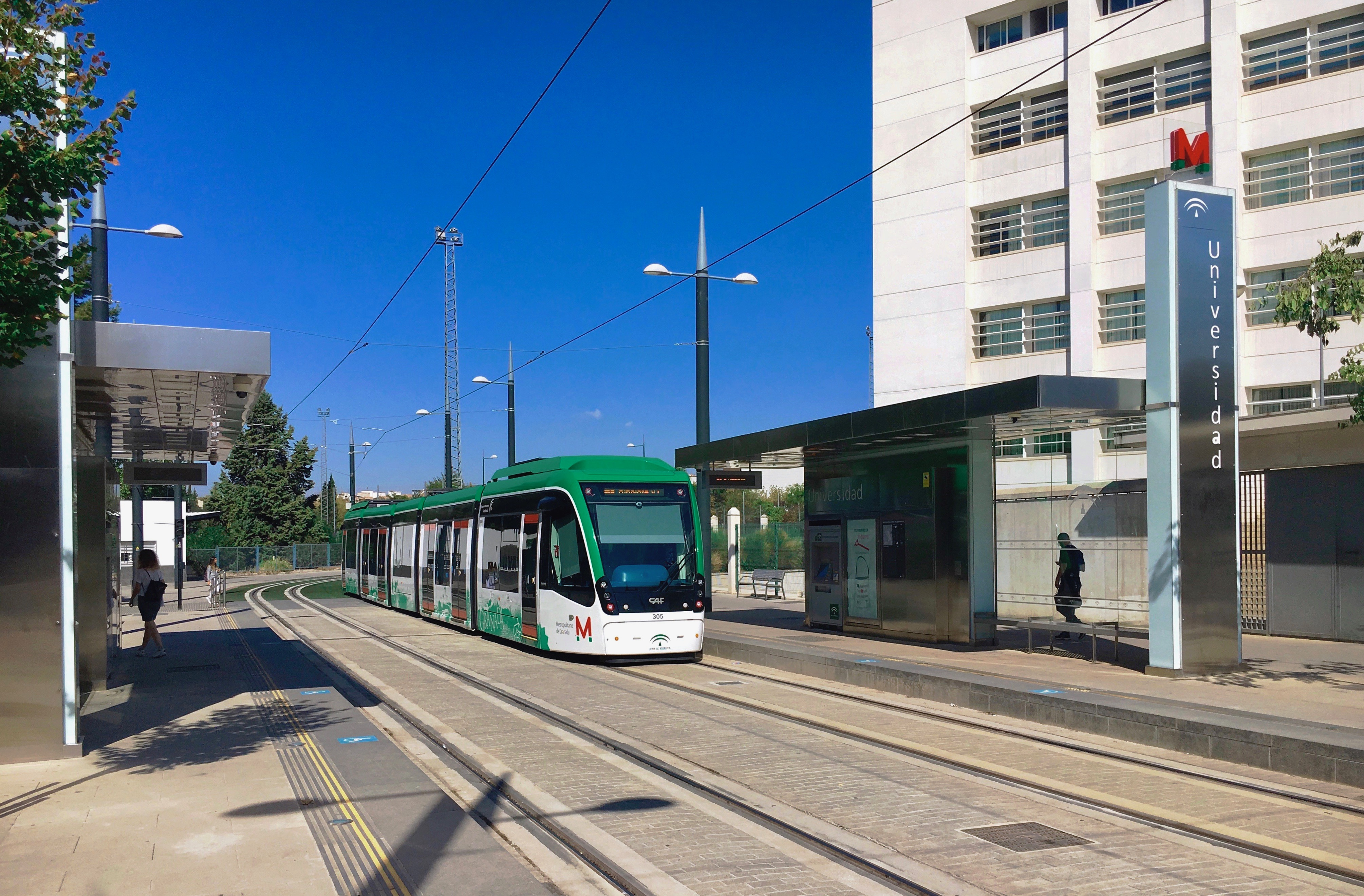
Halte bij de Universiteit
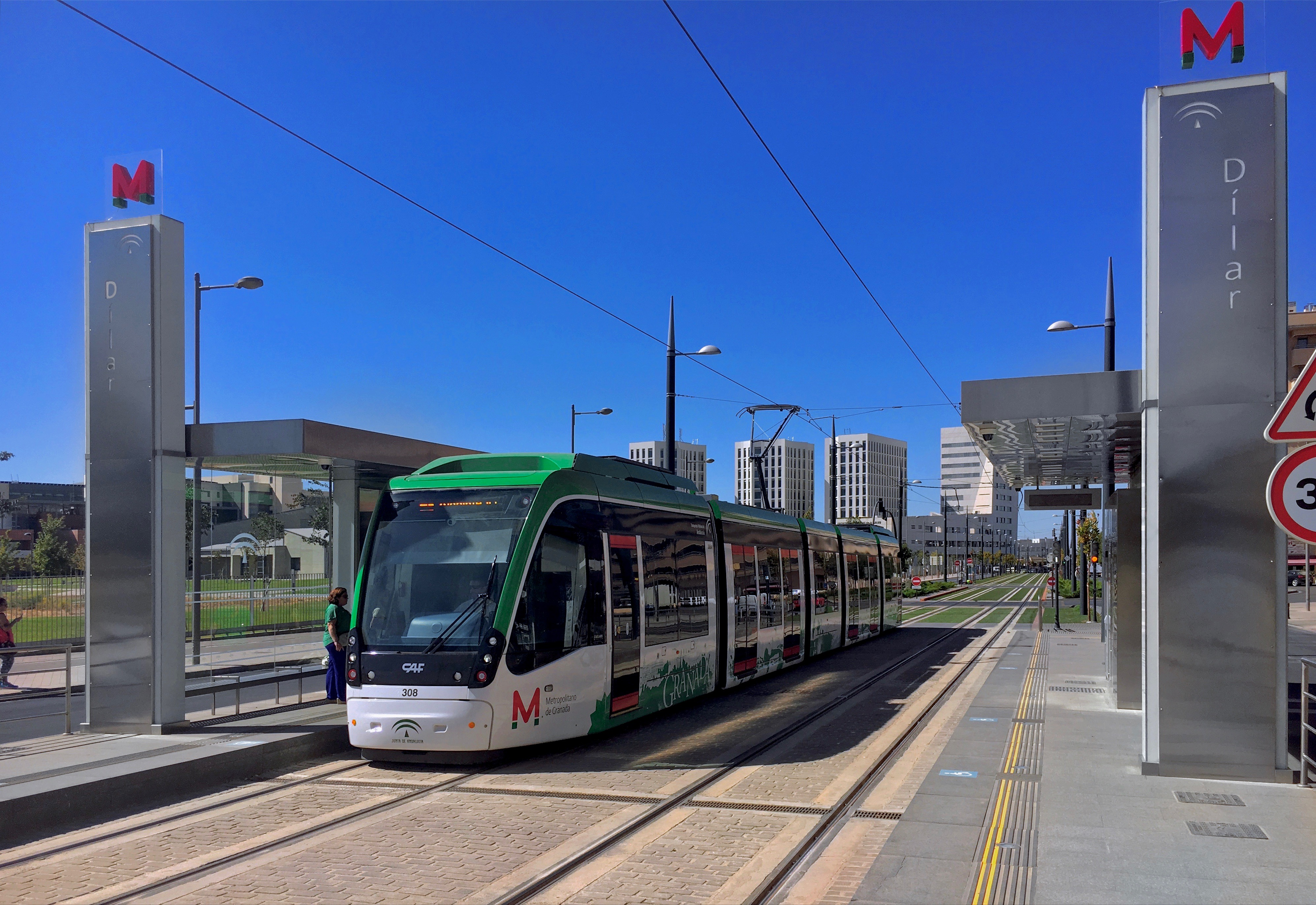
Halte Dílar
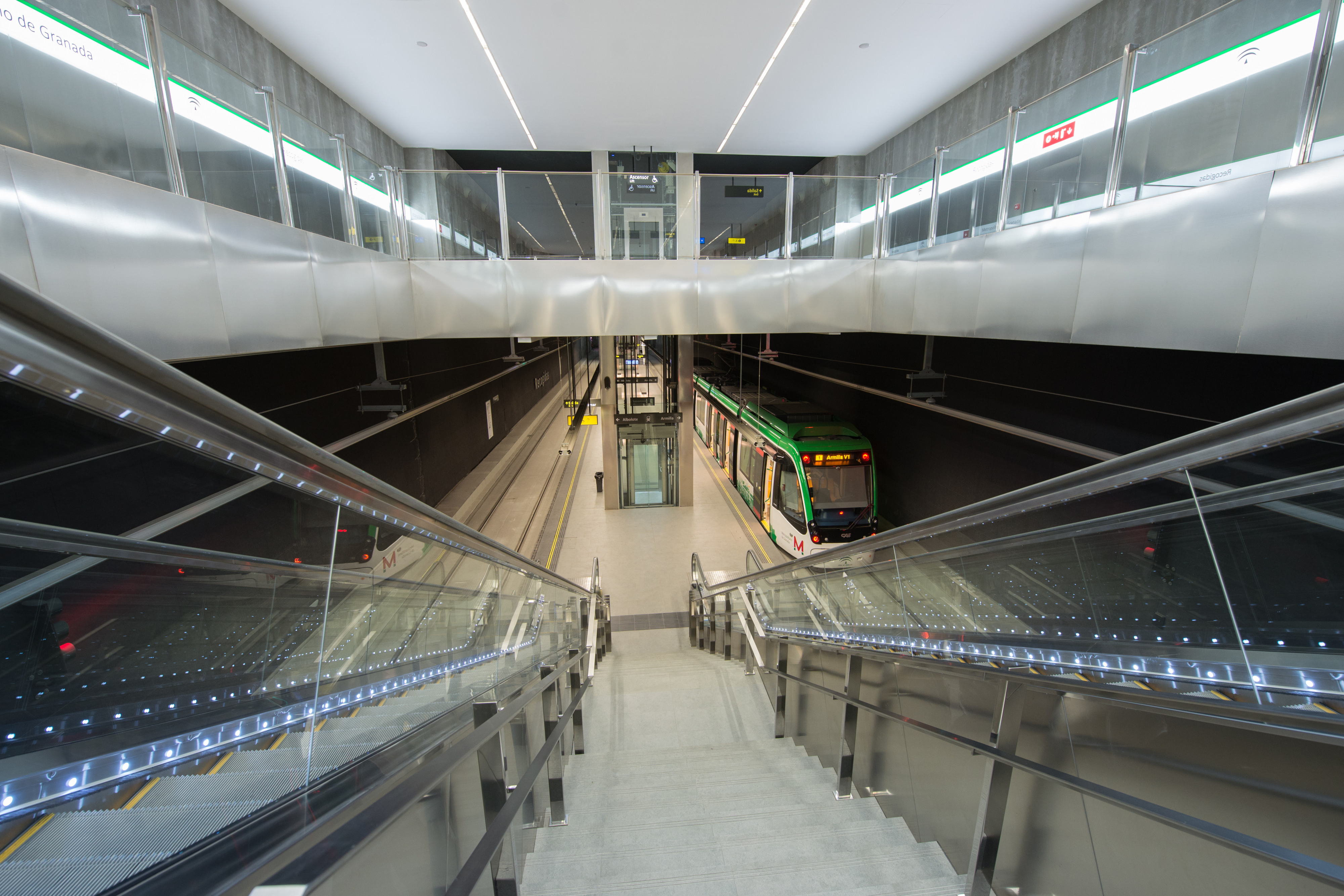
Station Recogidas